# Tahir Kadare
Tahir Kadare (ur. 28 listopada 1913 w Gjirokastrze, zm. 1962 w Zvërnecu k. Wlory) – generał, dowódca artylerii Armii Ludowej Republiki Albanii w latach 1949–1956.

## Życiorys
Po ukończeniu szkoły w rodzinnej miejscowości wstąpił do szkoły oficerskiej w Tiranie, którą ukończył w 1931. Po awansie na stopień podporucznika w 1933 służył przez dwa lata w dowództwie artylerii Królewskiej Armii Albańskiej. Od 1934 należał do grupy komunistycznej działającej w strukturach armii albańskiej. W 1935 wziął udział w antykrólewskiej rebelii w Fierze. Został za to uwięziony, a następnie pozbawiony stopnia oficerskiego i internowany w Tepelenie. Uwolniony w listopadzie 1937 opuścił Albanię i wyjechał do Grecji.
Po agresji włoskiej na Albanię w 1939, powrócił do kraju i włączył się do ruchu oporu. W 1943 został mianowany zastępcą dowódcy 1 Brygady Uderzeniowej, a w styczniu 1944 dowódcą 5 Brygady Uderzeniowej. Był odpowiedzialny za masakrę 65 partyzantów Balli Kombëtar w Matjanie (październik 1943). 18 listopada 1944 otrzymał awans na dowódcę 2 Korpusu Armii Wyzwolenia Narodowego. Po wyzwoleniu kraju wyjechał na studia do Akademii Sztabu Generalnego im. K. Woroszyłowa. Po ich ukończeniu z wyróżnieniem objął stanowisko zastępcy szefa sztabu Armii Ludowej Republiki Albanii. W 1949 otrzymał awans na generała-majora i dowództwo nad korpusem artylerii armii albańskiej. W latach 1950–1956 był deputowanym do Zgromadzenia Ludowego.
W kwietniu 1956 należał do grona oficerów, którzy na konferencji miejskiego komitetu partii w Tiranie skrytykowali przywódców partii i państwa, za prowadzoną przez nich politykę. Kadare został usunięty z armii, a następnie internowany w Kuçovej. Ostatnie lata życia spędził w obozie pracy w Zvërnecu.
W listopadzie 2003 został uhonorowany pośmiertnie orderem „Nderi i Kombit” (Honor Narodu). Jego imię nosi jedna z ulic w północno-wschodniej części Tirany, a także ulica w Gjirokastrze.